# David Deyl
David Deyl (ur. 26 grudnia 1983 w Uściu nad Łabą) – czeski piosenkarz i kompozytor.

## Kariera muzyczna
W 2009 roku wydał swój debiutancki album pt. Hlavolam. W 2011 roku  wydał drugi album zatytułowany Zásah, na którym pojawiły się utwory „Počítám” i „Lež a nech si lhát”.
W 2014 roku wydał trzeci album (V ozvěnách), nakładem własnej wytwórni DADE music.
W 2009 roku został uhonorowany nagrodą Objev roku – Objawienie roku, przyznawaną przez telewizję muzyczną Óčko. W 2010 roku został nagrodzony w kategorii „piosenkarz roku”.

## Dyskografia

### Albumy studyjne
- Hlavolam (2009)
- Zásah (2011)
- V ozvěnách (2014)
- Moje Vánoce (2016)
- Melodies of My Heart: Musicals! (2020)

### Single
- Lež a nech si lhát
- Přímý zásah
- Nádherná zář
- Budu tu stát
- Snům se neubráním
- Svatý čas
- Souhvězdí
- V ozvěnách[7]
- Ahora
- Mejor Me Voy
- Chytám se stébel[8]

### Covery
- Rise[9] (2016)
- A Million Years Ago[10] (2016)
- Evermore[11] (2017)
- Ave Maria[12] (2018)
- The One and Only[13] (2018)
- The Perfect Fan[14] (2018)
- Remember Me[15] (2019)
- Somewhere in My Memory[16] (2019)